# گوستاف جانسون
گوستاف جانسون (انگلیسی: Gustaf Jonsson؛ ۷ ژوئیه ۱۹۰۳ – ۳۰ ژوئیه ۱۹۹۰ (aged 87)) ورزشکار اسکی صحرانوردی اهل سوئد بود.
وی در مسابقات کشوری و بین‌المللی در مجموع برندهٔ ۱ مدال نقره شده‌است.